# Chaske Spencer

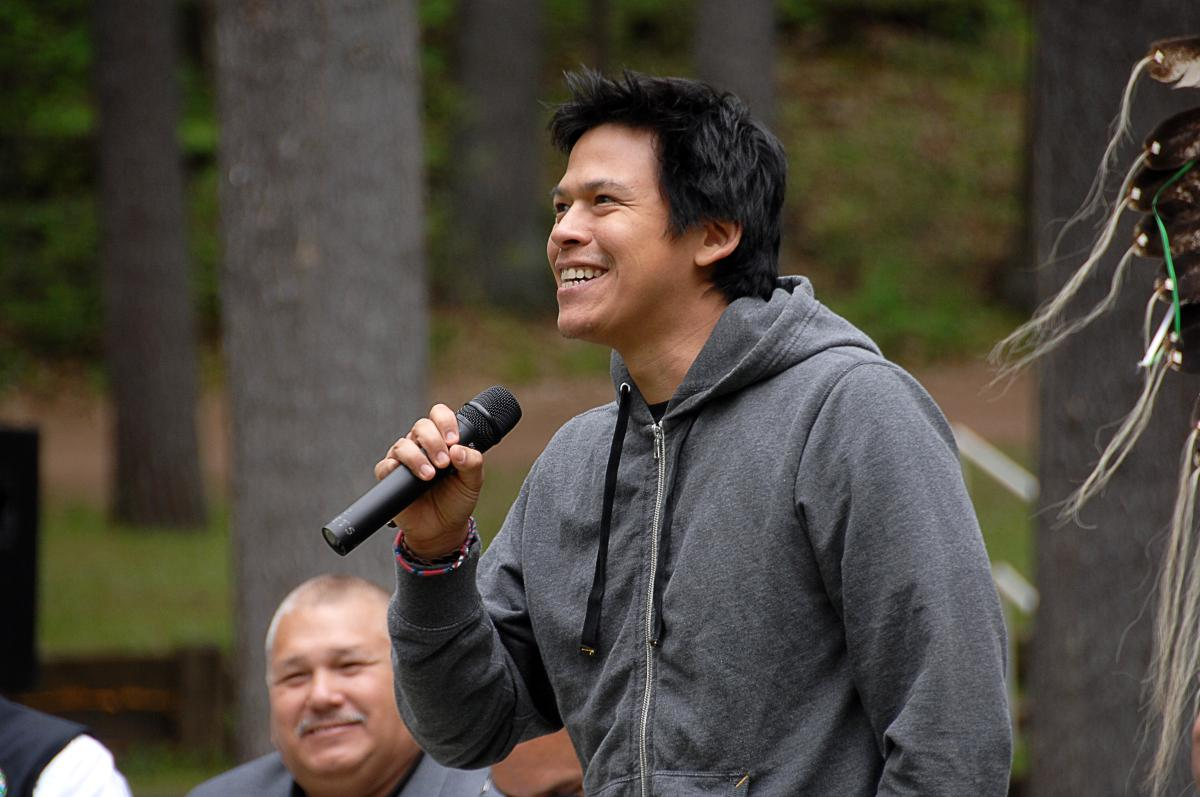
Chaske Spencer (2011)

Chaske Spencer (* 9. März 1975 in Tahlequah, Oklahoma) ist ein US-amerikanischer Filmschauspieler indigener Abstammung.

## Leben
Chaske Spencer spielte als Teenager Theater. Nach der Highschool und einem abgebrochenen Studium hatte er Gelegenheitsjobs, nebenbei nahm er Schauspielunterricht. Ab 2002 hatte er erste Filmauftritte. Für kurze Zeit litt er unter Alkohol- und Drogensucht, was ihn zu einem Reha-Aufenthalt führte und ihn beinahe von der Schauspielerei wegführte. Schließlich erfolgte die Zusage zu dem Film New Moon – Biss zur Mittagsstunde (2009), bei dem er den Gestaltwandler „Sam Uley“ verkörperte. Diesem Auftritt folgten noch weitere aus der Twilight -Filmreihe.
Ab 2015 spielte er „Deputy Billy Raven“ in der Actionserie Banshee – Small Town. Big Secrets. 2017 folgten Episoden der Serie Sneaky Pete. Ab 2019 verkörperte er „Dominic Masters“ in der Serie Blindspot.

## Filmografie (Auswahl)
- 2002: Skins
- 2003: Dreamkeeper
- 2004: Red Dead Revolver (Videospiel)
- 2005: Into the West – In den Westen (Into the West, Miniserie, Folge 1x06)
- 2009: New Moon – Biss zur Mittagsstunde (The Twilight Saga: New Moon)
- 2010: Eclipse – Biss zum Abendrot (The Twilight Saga: Eclipse)
- 2011: Shouting Secrets
- 2011: Breaking Dawn – Biss zum Ende der Nacht, Teil 1 (The Twilight Saga: Breaking Dawn – Part 1)
- 2012: Breaking Dawn – Biss zum Ende der Nacht, Teil 2 (The Twilight Saga: Breaking Dawn – Part 2)
- 2013: Winter in the Blood
- 2014: Desert Cathedral
- 2015–2016: Banshee – Small Town. Big Secrets. (Banshee, Fernsehserie, 8 Folgen)
- 2017: Walking Out
- 2017: Sneaky Pete (Fernsehserie, 8 Folgen)
- 2017: Die Frau, die vorausgeht (Woman Walks Ahead)
- 2019: The Society (Fernsehserie, Folge 1x01)
- 2019–2020: Blindspot (Fernsehserie, 9 Folgen)
- 2022: The English (Miniserie, 6 Folgen)
- 2024: Echo (Fernsehserie)